# Jakob Steiner (lutier)

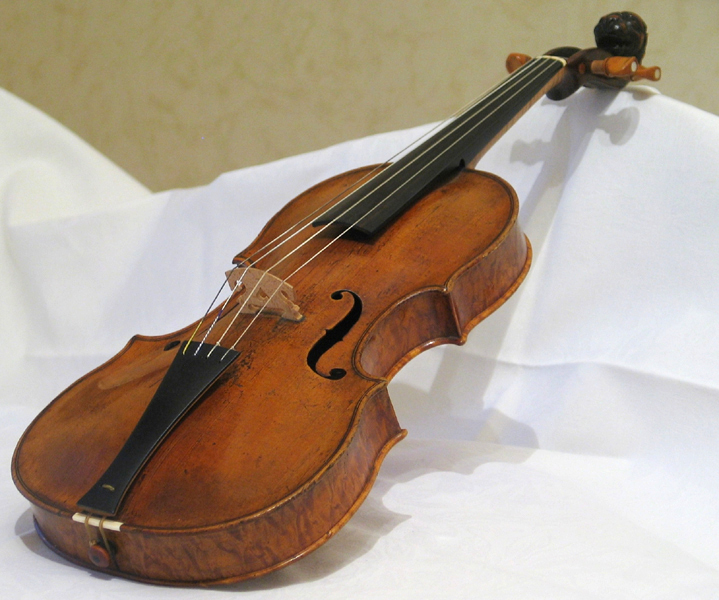
Violín barroco de Steiner (1658)

Jakob Stainer (c. 1617, Absam - 1683) fue un lutier austriaco. Hasta comienzos del siglo XIX sus instrumentos eran considerados al norte de los Alpes como superiores a los italianos.

## Biografía
Stainer era el hijo de un minero. Recibió su formación desde 1626 hasta 1630, posiblemente también haya recibido lecciones del maestro de escuela de Absam. Su correspondencia testimonia una buena educación y el dominio del idioma. Tal vez haya sido niño de coro en el convento real en Innsbruck y en la corte tirolesa. Otras influencias musicales, fue sin duda el canto de los montañeses.
Probablemente durante esa época haya obtenido la capacitación de ebanista. Los aprendices de lutieres, cuando no eran hijos de maestros, eran aprendices que habían terminado el aprendizaje de la carpintería. 
Entre 1630 y 1644 Jacob Stainer recibió su formación como lutier. Innsbruck y Füssen fueron sus lugares de aprendizaje, a causa de los problemas causados por la Guerra de los 30 años. Una vez terminado su aprendizaje, Stainer continuó sus estudios en Italia, probablemente en Venecia en lo de un maestro del sur alemán, tal vez Georg Seelos. Luego siguieron cinco años de viajes, durante los cuales se creen que podría haber aprendido las técnicas de fabricación en el taller de Amati.
En 1644 comenzó su carrera de lutier. Vendió sus instrumentos a monasterios y cortes de Salzburgo, Innsbruck, Múnich, Venecia, Kirchdorf, Bolzano, Núremberg, Kremsier y Merano. Nunca tuvo aprendices, por lo que su técnica de construcción desapareció con él. 
El 26 de noviembre de 1645 se casó con Margaret Stainer en Absam. Desde entonces, trabajó como fabricante de violines principalmente en Absam, pero viajó frecuentemente para vender o comprar violines y materiales. En 1646 fabricó siete instrumentos para la corte de Innsbruck. Al año siguiente estuvo en Kirchdorf (Alta Austria) donde contrajo deudas que le llevaron a un juicio en 1667. Stainer trabajó en 1649 como violista y asistente del coro parroquial de Merano, y tres años más tarde recibió un nuevo contrato para la corte de Innsbruck.
En 1656 Jakob Stainer figura como propietario de una casa en Absam Oberndorf (ahora la "Casa de Stainer"). El archiduque Fernando Carlos le confirió a Stainer dos años más tarde el título de "Servidor del Archiduque", que se extinguió con la muerte del Archiduque en 1662; en 1669 Stainer fue galardonado con el título de "Servidor imperial" por el emperador Leopoldo I.
1668 se inició una disputa con las autoridades eclesiásticas por la posesión de una casa. Stainer fue citado a Brixen, la sede del Arzobispado; al no comparecer, se ordenó un registro domiciliario y una inquisición secreta. Un año más tarde, Stainer tuvo que rendir cuentas y terminó en la prisión de Innsbruck. Desde 1670 hasta 1679 recibió encargos de Merano, Salzburgo, Schwaz, Múnich y Núremberg.
Desde 1680 Stainer sufría con mayor frecuencia de episodios depresivos. En octubre de 1683 falleció en Absam, y según las últimas investigaciones, en la pobreza, pero rico - y loco.
En 1942 la calle Jakob-Stainer de Hitzing, Viena, fue bautizada en su nombre.

## Características de los instrumentos de Steiner
- Tapa y fondo abovedados

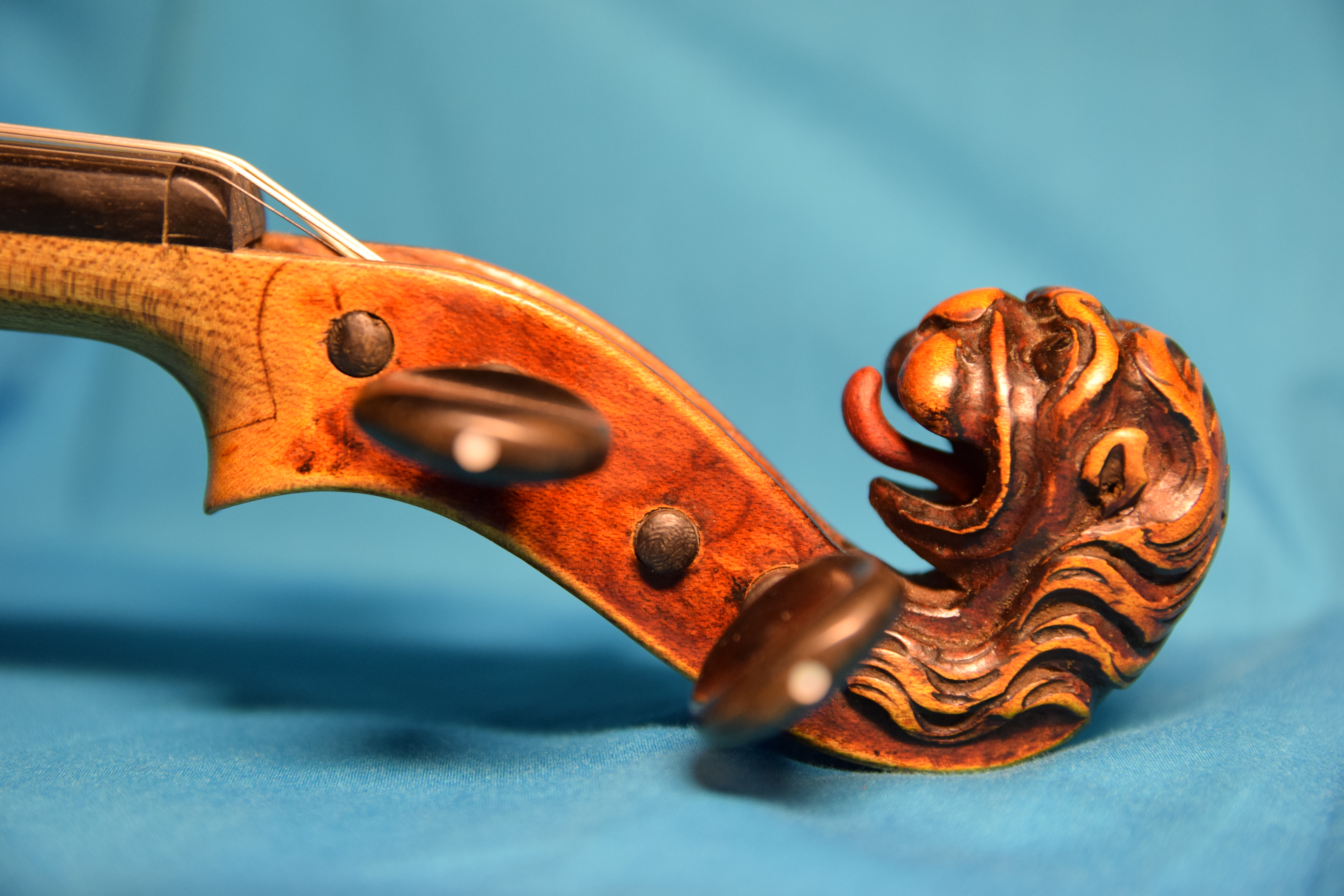

- Otras características pueden encontrarse en la versión alemana de la Wikipedia

## Consumibles para instrumentos
Algunos instrumentos atribuidos a Stainer y certificados auténticos
- 1644 1 Viola Bastarda para el Hofmusikkapelle episcopal de Salzburgo, 4 instrumentos de Kloster Marienberg (Tirol del Sur).
- 1645 1 bajo de Viola Bass en Múnich
- 1646 7 instrumentos en la corte de Innsbruck
- 1648 encargo de la iglesia parroquial de Bolzano
- 1650 un violonchelo para la capilla de la corte de Köthen
- 1668 un Violone para la corte de Kremsier
- 1669 Lambach: encargo de 10 instrumentos; para Kremsier seis instrumentos, incluyendo una gran Violone
- 1670–1672 5 instrumentos para la orquesta de la corte en Salzburgo
- 1674 un contrato para Merano, y un violín en Salzburgo
- 1677 2 violines para el monasterio de St. Georgenberg, en Fiecht
- 1678 una viola da gamba para Merano
- 1679 encargo para la corte de Múnich
- 1680 continúan los encargos para la corte de Múnich, tres instrumentos para Núremberg